# Зміївський благочинний округ УПЦ (МП)
Зміївське благочиння (Зміївський благочинний округ) — з 2012 року благочиння (частина) Ізюмської і Куп'янської єпархії (до цього частина Харківської єпархії) Української православної церкви (Московського патріархату), яка об'єднує групу парафій на території Зміївського району Харківської області.
Благочинний — протоієрей Олександр Миколайович Белозор

## Історія

### Поява християнства на Зміївщині
В 1640 році Кіндрат Сулима, з загоном задніпрянських козаків, розбив татар в районі річок Мжа і Мерла, взяв багатьох їх в полон, в тому числі хана Аксака. Після цього Сулима влаштував постійну фортецю на річці Мжі, як оборонну споруду проти татарських навал. За церковними актами XVII століття в Змієві були храми: Покровський, Троїцький, Петропавлівський і Успенський. У приміських слободах були храми: в Замості — Миколаївський, в Звідках — Преображенський; в Пісках — Архангельський.
Згідно царської грамоти від московських царів Івана та Петра Олексійовичів до Зміївського воєводи Федора Юхимовича Нєрова датованої 11-м груднем 1695 року, можна побачити, що Покровський храм в Змієві існував раніше 1668 року. Покровський дерев'яний храм існував до 1808 року.
За актом 1681 року в Змієві вже є Троїцький храм і його священика. У 1726 році священик і прихожани, просили дозволу освятити новий Троїцький храм, який згорів від блискавки в 1721 році. У 1769 році Троїцький храм знову згорів і було отримано дозвіл на побудову нового дерев'яного храму.
У 1805 році єпископ Слобідсько-Український і Харківський Христофор, на прохання громадян благословив, замість колишніх на той час в місті дерев'яних храмів — Троїцького, Покровського і Петропавлівського, спорудити одну кам'яну Соборну церкву в ім'я Живоначальної Трійці, з двома прибудовами: Покрови Пресвятої Богородиці і апостолів Петра і Павла. Освячення головного престолу в ім'я Живоначальної Трійці відбулося було в 1814 році. Прибудова, з правого боку, в ім'я Покрови Пресвятої Богородиці, освячена в 1822 році Зміївського Духовного правління першоприсутнім і благочинним протоієреєм Дмитром Сільванським. У 1836 році Високопреосвященний Мелетій, згідно з проханням протоієрея Захарія Соколовського та уповноважених від прихожан, благословив спорудити при Троїцькій соборній церкві нову кам'яну дзвіницю, з приміщенням в ній церкви в ім'я апостолів Петра і Павла. У 1844 році, після закінчення будівництва дзвіниці, влаштована в ній церква освячена архієпископом Інокентієм.
В указі від 19 грудня 1732 року говориться: «містами, які по близькості до Зміївського протопопа, Андріївка, Бишкин, Лиманом, зборами і всяким правлінням відати Зміївському протопопу Стефану Ковалевському, а тобі, протопопу (Ізюмському) Прокопію Бужинському, ні в чому не відати».

### Благочинні округи Зміївського повіту (Російська імперія)
У ХІХ- поч. XX сторіч, на території Зміївського повіту розташовувалися три округи Харківської єпархії.
З 19 березня 1800 року зусиллями першого єпископа Слобідсько-Українського і Харківського Христофора Сулими, у Харкові відкривається духовна консисторія Харківської єпархії (Харківське духовне правління яке існувало з 1744 року було скасовано). У якості допоміжних консисторських закладів існували в більшості повітових містах, духовні правління. Наказом Синоду № 2093 з 13 колишніх духовних правлінь (протопопій), зосталися шість (у містах Охтирка, Богодухів, Ізюм, Куп'янськ, Острогорськ, Суми), також додалися три нові (у містах Зміїв, Старобільськ, Богучар). Таким чином у Харківській єпархії, стало дев'ять духовних правлінь. Наступним після духовних правлінь (протопопій) допоміжним органом було благочиння. Благочинні служили за вибором духовенства, знаходилися у майже всіх повітових та заштатне місто містах, а також у великих слободах. Посада благочинного, була почесною посадою і ніякої винагороди за собою не несла.
Єпархія поділялася на церковні округи — протопопії, які відповідали повітам, і управлялися протопопами, і духовними правліннями. Протопопії поділялися на благочинні округи (благочиння) і управлялися благочинними. Благочиння поділялися на парафії. Згодом інститут протопопії ослаб, а в 1840 році його було остаточно ліквідовано. Виборність благочинних було скасовано наказом Синоду у 1881 році.
Згідно Історико-статистичному опису Харківської єпархії єпископа Харківського і Охтирського Філарета (1857 рік) на території Зміївського повіту було три благочинних округи (77 церковних приходу). В управлінні благочиння: благочинний, депутат та духівник. Харківські календарі надають імена благочинних Зміївського повіту, якщо у 60-хх роках ХІХ століття вказуються два імені, то з 80-хх років вже постійно фігурують три особи, згідно трьом благочинним округам. Центром благочиння було місто чи слобода, де знаходився храм благочинного.

### Зміївський район в Харківській єпархії (Україна з1991року)
З початку 90-х років ХХ століття Зміївський район входив до 6 благочинного округу Харківської єпархії УПЦ (МП). В цей благочинний округ входили Зміївський, Нововодолазький і Харківський райони. З 12 травня 1992 року до 20 вересня 2001 року благочинним 6 округу був Антоній (Сухоруков).

### Благочиння Ізюмської єпархії УПЦ (МП)
Рішенням Священного Синоду УПЦ від 8 травня 2012 року створена самостійна єпархія шляхом виділення зі складу Харківської єпархії 13-ти районів. У складі Харківської ж єпархії залишилися сам Харків і 14 районів області.

## Парафії
Зміївський округ об'єднує 18 парафій, розташованих в Зміївському районі Харківської області і один жіночій монастир.

### Приходи благочиння
- м. Зміїв: вул. Сизранцева, 26
- координати:

| №  | Храм                                        | Адреса                                     | Світлина | Настоятель                                       |  | Примітка                   |
| -- | ------------------------------------------- | ------------------------------------------ | -------- | ------------------------------------------------ |  | -------------------------- |
| 1  | Свято-Троїцький храм                        | м.Зміїв, вул. Сизранцева, 26               |          | протоієрей Олександр Белозор                     |  | благочинний собор          |
| 2  | Свято-Миколаївський храм                    | м.Зміїв, вул. Озерна, 12                   |          | ієрей Василь Хвост                               |  |                            |
| 3  | Свято-Покровський храм                      | Тимченки, вул. Перемоги, 4                 |          | протоієрей Потапій (Бадрі) Лонгізолович Цурцумія |  |                            |
| 4  | Хрестовоздвиженський храм                   | Лиман, мдн. Леніна, 54                     |          | протоієрей Іоанн Штепула                         |  |                            |
| 5  | Свято-Трифоновський храм                    | Слобожанське, вул. Ціолковського           |          | протоієрей Микола Миколайович Ринчак             |  |                            |
| 6  | Свято-Георгіївський храм                    | Донець, вул. Руднєва, 11а                  |          | протоієрей Олексій Балашов                       |  |                            |
| 7  | Свято-Миколаївський храм                    | Шелудьківка, вул. Леніна, 86               |          | протоієрей Арсеній Кухаренко                     |  |                            |
| 8  | Храм преподобного Серафима Саровського      | Геніївка, вул. Леніна, 69                  |          | протоієрей Олег Власюк                           |  |                            |
| 9  | Свято-Вознесенський храм                    | Скрипаї, вул. Товстокорого, 57             |          | ієрей Олександр Оніщенко                         |  |                            |
| 10 | Іоано-Богословський храм                    | Велика Гомільша, вул. Набережна, 14        |          | ієрей Герман Риндін                              |  |                            |
| 11 | Храм Різдва Христова                        | Борова, вул. Перемоги, 13                  |          | ієрей Леонід Картавцев                           |  |                            |
| 12 | Свято-Успенський храм                       | Соколове, вул. Радянська, 7                |          | протоієрей Михайло Шульга                        |  | uspenie-sokolovo.church.ua |
| 13 | Свято-Успенський храм                       | Бірки, вул. Леніна, 2                      |          | ієрей Сергій Валентинович Стешенко               |  |                            |
| 14 | Храм Нерукотворного Образу Христа Спасителя | Первомайське, вул. Каштанова               |          | протоієрей Леонід Петрович Побігайленко          |  |                            |
| 15 | Храм Різдва Пресвятої Богородиці            | Костянтівка, вул. Донця-Захаржевського, 35 |          | протоієрей Сергій Пронніков                      |  |                            |
| 16 | Храм святого Димитрія Солунського           | Чемужівка, вул. Вишнева, 18                |          | протоієрей Антоній Старцев                       |  |                            |

### Колишні приходи благочиння
| № | Храм                         | Адреса                      | Світлина | Настоятель                 |  | Примітка           |
| - | ---------------------------- | --------------------------- | -------- | -------------------------- |  | ------------------ |
| 1 | Архангело-Михайлівський храм | Таранівка, вул. Садова, 10а |          | протоієрей Дмитро Шостенко |  | Приєдналась до ПЦУ |

### Монастирі
| № | Храм                      | Адреса | Світлина | Настоятель                 |  | Примітка                 |
| - | ------------------------- | ------ | -------- | -------------------------- |  | ------------------------ |
| 1 | Борисо-Глібський монастир | Водяне |          | Ігуменя Ангеліна (Нечаєва) |  | borisogleb-mon.church.ua |